# (464) Mégère
Pour les articles homonymes, voir Mégère (homonymie).
(464) Mégère est un astéroïde de la ceinture principale découvert par Max Wolf le 9 janvier 1901.
Il est nommé d'après Mégère (la Haine) une des Érinyes grecques.